# Gaetano Troina
Gaetano Troina (sinh ngày 14 tháng 2 năm 1987) là một chính khách người San Marino, giám đốc văn phòng báo chí của đảng chính trị Domani Motus Liberi, thành viên của Đại hội đồng lớn, Đại chấp chính San Marino cùng với Filippo Tamagnini kể từ ngày 1 tháng 10 năm 2023.

## Tiểu sử
Troina được sinh ra ở Borgo Maggiore. Ông là một luật sư và công chứng viên, học luật tại Đại học Bologna. Troina trở thành một trong những thành viên sáng lập đảng Domani Motus Liberi vào ngày 28 tháng 4 năm 2018. Đảng mới thành lập ra mắt báo chí vào ngày 26 tháng 6 năm 2018. Ông đã tham gia cuộc bầu cử San Marino 2019 và được bầu làm thành viên của Đại hội đồng lớn. Vào tháng 9 năm 2023, ông được chỉ định làm Đại chấp chính San Marino (người đứng đầu nhà nước San Marino).

## Ấn phẩm
Vào ngày 16 tháng 10 năm 2011, ông giới thiệu ấn phẩm có tựa đề "L'evoluzione della disciplina del matrimonio e della famiglia nella Repubblica di San Marino", do Maretti Editore xuất bản tới công chúng.